# Barajul Al-Wehda
Barajul Al-Wehda ( سد الوحدة, Sadd Al-Weḥda, Barajul Unității), cunoscut anterior sub numele de Barajul Maqarin este un baraj gravitațional din beton compactat cu role înalt de 110 m (360 ft) situat pe râul Yarmouk de la frontiera dintre Siria și Iordania.  Poate conține până la 115.000.000 m3 (93.000 acre·ft) de apă și este proiectat pentru a furniza Iordaniei apă atât pentru consumul uman, cât și pentru agricultură. Apa din rezervor este deviată printr-o deviere la Addassiyah în aval de barajul Al-Wehda către Canalul Regele Abdullah unde este amestecată cu alte surse de apă dulce. O parte din apa din canal este apoi pompată la Amman pentru a fi folosită ca apă potabilă, după ce a fost tratată în instalația de tratare a apei Zai. Evacuarea efluenților din terenurile agricole adiacente a cauzat creșterea algelor și eutrofizarea în special în primăvară. Construcția a fost finanțată de Fondul arab pentru dezvoltare economică și socială (80%), Fondul de Dezvoltare din Abu Dhabi (10%) și Guvernul Iordaniei (10%). În februarie 2004 regele Abdullah al II-lea al Iordaniei și președintele sirian Bashar al-Assad au lansat construcția barajului. Compania Ozaltin din Turcia a construit 60% din baraj, în timp ce restul de 40% au fost realizate de Compania Marwan Alkurdi și Compania Națională de Drumuri și Poduri.
Împărțirea apelor râului Yarmouk între cele două țări este reglementată de un tratat din 1987 care a instituit un Comitet Superior al Bazinului Râului Yarmouk iordanian-sirian. Acordul a fost reînnoit în 2001, când a fost modificată proiectarea barajului, reducându-l capacitatea de stocare de la 480 la 115 milioane de metri cubi, și eliminarea unei hidrocentrale care fusese prevăzută inițial din planuri. Potrivit unei declarații făcute de ministrul iordanian al apelor și irigațiilor, Mousa Jamani, în aprilie 2012, Siria încalcă acordul de partajare a apei, deoarece fermierii sirieni din aval de baraj folosesc peste cei 6 milioane de metri cubi pe an la care au dreptul pentru irigații de-a lungul malului râului. Ministrul a mai spus că "de la semnarea acordului, numărul barajelor siriene a crescut de la 26 la 48, în timp ce aproximativ 3.500 de puțuri au fost forate pentru a pompa apa din bazinul hidrografic", scăzând astfel cantitatea de apă care curge în rezervorul barajului. Până în anii 1960, debitul râului Yarmouk ajungea la 16 metri cubi pe secundă, dar de atunci a scăzut la doar un metru cub pe secundă.